# Kaple Navštívení Panny Marie (Děhylov)
Kaple Navštívení Panny Marie je empírová římskokatolická filiální kaple římskokatolické farnosti Ostrava-Plesná, která se nachází na katastrálním území obce Děhylov v okrese Opava. V roce 1964 byla zapsána do Ústředního seznamu kulturních památek České republiky.

## Historie
Kaple byla postavena na místě původní dřevěné kaple v roce 1726 děhylovským sedlákem a dědičným rychtářem Matějem Chylou. Kaple byla vysvěcena 9. září 1728. V roce 1852 byla upravena do empírové podoby. V roce 1993 byla rekonstruována.
V roce 2007 byla provedena statická stabilizace kaple firmou Unigeo a.s. v hodnotě cca 25 000 000 Kč za podpory Ministerstva pro místní rozvoj České republiky dotačního programu Podpora rozvoje severozápadních Čech a Moravskoslezského regionu.
Před kaplí stojí kamenný kříž připomínající svatou misi v Děhylově v roce 1875.

## Architektura

#### Exteriér
Kaple stojí vedle požární zbrojnice na Porubské ulici. Jde o jednolodní zděnou omítanou stavbu s polygonálním závěrem se sedlovou střechou a se sanktusníkem. Z boku je přistavěna sakristie s pultovou střechou. V bočních fasádách jsou proražena obdélná okna s půlkruhovým záklenkem v lizénových rámech. V sakristii je obdélné okno. Štítové průčelí je členěno čtyřmi toskánskými pilastry. Uprostřed je prolomen vchod zakončený obloukem, nad nímž je půlkruhové okno. V trojúhelníkovém štítu v půlkruhovém výklenku se šambránou je umístěn ciferník hodin.

### Interiér
Loď je zaklenuta třemi pruskými plackami na pasech, které nasedají na polopilíře. Sakristie má zaklenutí plackou. Podkruchtí je polochostropé. V interiéru nápis: Mathiae Chila a nad vchodem vyobrazení Navštívení Panny Marie. Za oltářem je nápis: Obnoveno P 1935.

## Zvon
V roce 1728 byl posvěcen a zavěšen zvon ulitý opavským zvonařem Františkem Stankem. Tento zvon byl v době první světové války rekvírován.
V současné době (2021) je v sanktusníku zavěšen zvon, který byl ulit olomouckým zvonařem Františkem Leopoldem Stankem. Zvon z roku 1827 má průměr 33 cm a výšku 30 cm. V koruně má šest hladkých uch. Hladký čepec je oddělen od krku dvěma plastickými linkami. Na krku je 13 cm vysoký reliéf svatého Jiřího zabíjejícího draka. Na věnci je latinský jednořádkový nápis (kapitálky) uvozen ukazující rukou:
„PER LEOPOLD FRANC: STANKE OLOMVTII ANNO 1827“